# DJ Balli
DJ Balli, pseudonimo di Riccardo Balli (Bologna, 9 dicembre 1972), è un disc jockey, produttore discografico e scrittore italiano.

## Biografia
Dopo un passato di batterista straight edge H.C. e di rumorista, si dedica esclusivamente alla musica elettronica. Nel 1997, dopo un periodo vissuto a Londra, torna in Italia ed inizia a mixare breakcore, diventando DJ e produttore. Nel 2000 fonda la Sonic Belligeranza, un'etichetta discografica indipendente.
Nel 2004 apre le sotto-etichette +Belligeranza e -Belligeranza, dedite rispettivamente a noise e turntablism. La critica musicale italiana lo ha definito "uno tra i più estrosi fantasisti del rumore nostrano", o "il Kid 606 italiano", sottolineando il carattere "verace e controcorrente" della sua ricerca.
Altri progetti associati a Balli sono The wrong nigga to fuk wiz!, Bombolo Blues Band, The right WASP to play golf wiz!, Dj Zoologist, In Skatebored We Noize! e Rancid Opera!.
Riccardo Balli ha affiancato la sua attività sonica a quella letteraria, collaborando con varie fanzine, siti web e riviste che si occupano di controcultura, fantascienza e musica elettronica. Per Castelvecchi Editore ha pubblicato un saggio all'interno dell'antologia Nubi all'orizzonte (1996) e il libro Anche tu astronauta (1998), parti del quale sono state poi tradotte in francese nel volume Quitter la Gravitè per Edition du L'Eclat. Per Agenzia X invece ha fatto uscire Apocalypso disco: la rave-o-luzione della post-techno (2013). Sempre per Agenzia X sono usciti Frankenstein Goes To Holocaust (2018), un libro sulla storia del mash-up e Sbrang Gabba Gang (2019), un'indagine sugli ipotetici legami tra futurismo e cultura gabber. Collabora in lingua inglese a Datacide, rivista di "noise and politics" ed al magazine Dancecult.

## Discografia

### Progetti in solo
- Indagations serious and comical at around 333 bpm (Sonic Belligeranza 01, 2000)
- Transmutations(Sonic Belligeranza 02, 2001)
- Straight-Edge Rastafari Manifesto (Sonic Belligeranza 04, 2003)
- From The Inside (-Belligeranza 02, 2004)
- The Pure Spirit Of Rock'n'Roll (+Belligeranza 03, 2005)
- Otoscratch, The Ultimate Wax To Remove The Wax! (-Belligeranza 03, 2006)
- In Skatebored We Noize! (+Belligeranza 04, 2007)
- Boyscouts-Ravers Must Die! (Sonic Belligeranza 08, 2007)
- Introducing PornoGolf (-Belligeranza 04, 2007)
- Seasons Pizza (+Belligeranza 05, 2009)
- Bally Corgan (+Belligeranza 06, 2009)
- Extreme 8 Bit Terror (Sonic Belligeranza 09, 2011)
- Tweet It!(extratone mix) (Sonic Belligeranza 10, 2012) con Ralph Brown
- Svelto, the Hakken Tuner (Artetetra records, 2017)

### Compilation
- Rave in Space: Association Of Autonomous Astronuats (AAA01, 2000)
- Kamikaze Club volume 3 (Peace Off records, 2002)
- Par Tous Les Trous Necessaires (Cavage records, 2002)
- Antifaf (Sphenoide records, 2003)
- The Scariest Weapon vol. II (Invasion Wreck Chords, 2004)
- The Scariest Weapon vol. III (Invasion Wreck Chords, 2005)
- No Ep Title Ep (Intellectual Violence records, 2005)
- Landscape vol. II (Shanshui records, 2005)
- Help beautiful people not having sex since the year 2005 (Intellectual Violence records, 2006)
- Amoeba n°.1 (Reardrome, 2006)
- What's The Morden? Revolution? Model? (2,3,5 studio, 2007)
- MusikMekanikCirkus (Francia, 2008)
- Ministry Of Shit vol.2 (Goulburn Poultry Fanciers Society, 2008)
- R2 (RDC records, 2010)
- The Wire Tapper 26 (The Wire Magazine, 2011)

## Libri
- 2019 - Sbrang Gabba Gang, Agenzia X.
- 2018 - Frankenstein, or the 8 bit Prometheus, Chili Com Carne
- 2016 - Frankenstein Goes To Holocaust, Agenzia X.
- 2013 - Apocalypso disco. La rave-o-luzione della post-techno, Agenzia X.
- 1995 - a cura di Riccardo Balli, Anche tu astronauta. Guida all'esplorazione indipendente dello spazio secondo l'Associazione Astronauti Autonomi, Castelvecchi.